# 清洲線
清洲線（日语：／）是連接愛知縣西春日井郡清洲町（現時：清須市）丸之內站至同縣同町清洲町站之間的名古屋鐵道（名鐵）鐵道路線，現時已經廢除。
在開業當初，此路線包含了現時名古屋本線的一小部分（須口站至丸之內站之間）。在廢除前一刻，清洲線的區間剩下須口站至清洲町站之間。

## 路線資料
※資料截至路線廢除前一刻
- 路線距離（營業距離）：1.0公里
- 軌距：1067毫米
- 車站數目：3座（包括起終點站）
- 雙線區間：沒有（全線單線）
- 電氣化區間：全線（直流600V）[注 1]

## 歷史
在1886年（明治19年）4月，在清洲的町內開設了東海道線清洲站。但是在1906年（明治39年）4月，清洲站向西枇杷島一方遷移，並改名為枇杷島站。
後來，名古屋電氣鐵道（簡稱：名電，為名古屋鐵道前身）決定建設津島線，當時的清洲町希望建設一條鐵路線，從津島線分支，連接至該町內。因此，名古屋電氣鐵道在1912年（明治45年）1月根據軌道條例申請建設路線許可，後來變為根據輕便鐵道法下取得建設鐵路線許可。而由於名電全力建設津島線，因此清洲線的許可隨著時間而失效。可是，當名電完成收購用地後，再次申請建設鐵路線許可，並且在1914年（大正3年）3月取得該許可，在6個月後的9月22日，津島線須口站至清洲站之間的「清洲線」開通。
清洲線是建設在五條川與美濃路的東邊。終點站清洲站（後來名為清洲町站）是位於町內東南方的五條橋附近，當時沒有建設橋樑越過五條川是由於建設費問題。而清洲線的中途站包括丸之内站和試驗場前站。
在1928年（昭和3年）4月，清洲線部分區間（須口至丸之内之間）雙線化後，並且把該區間編入至「名岐線」內。剩下區間（丸之內至清洲町之間）在太平洋戰爭中的1944年（昭和19年）6月10日，由於被指定為不要不急線而暫停營業，並且把鐵路設備被徵用。在戰後沒有重開路線，最終在1948年（昭和23年）8月3日正式廢除。

### 年表
- 1912年（明治45年）1月26日：名古屋電氣鐵道取得清洲線敷設許可。
- 1913年（大正2年）4月14日：敷設許可的法例變更為輕便鐵道法。但是該許可在同年10月失效[2]。
- 1914年（大正3年）3月27日：再次取得清洲線敷設許可[3]。
- 1914年（大正3年）9月22日：名古屋電氣鐵道清洲線全線開通（須口至清洲之間），當時全線為單線。新設丸之內站、試驗場前站與清洲站[1]。
- 1921年（大正10年）7月1日：名古屋電氣鐵道的路線轉讓給名古屋鐵道。
- 1928年（昭和3年）4月10日：丸之內至西清洲之間開通，須口至丸之內之間編入至名岐線。
- 1930年（昭和5年）9月5日：名古屋鐵道改名為名岐鐵道。
- 1934年（昭和9年）2月24日：清洲站改名為清洲町站（這是由於國鐵清洲站啟用）。
- 1935年（昭和10年）8月1日：名岐鐵道改名為名古屋鐵道。
- 1944年（昭和19年）6月10日：由於被指定為不要不急線，丸之內至清洲町之間暫停營業。
- 1948年（昭和23年）8月3日：清洲線全線（丸之內至清洲町之間）廢除。

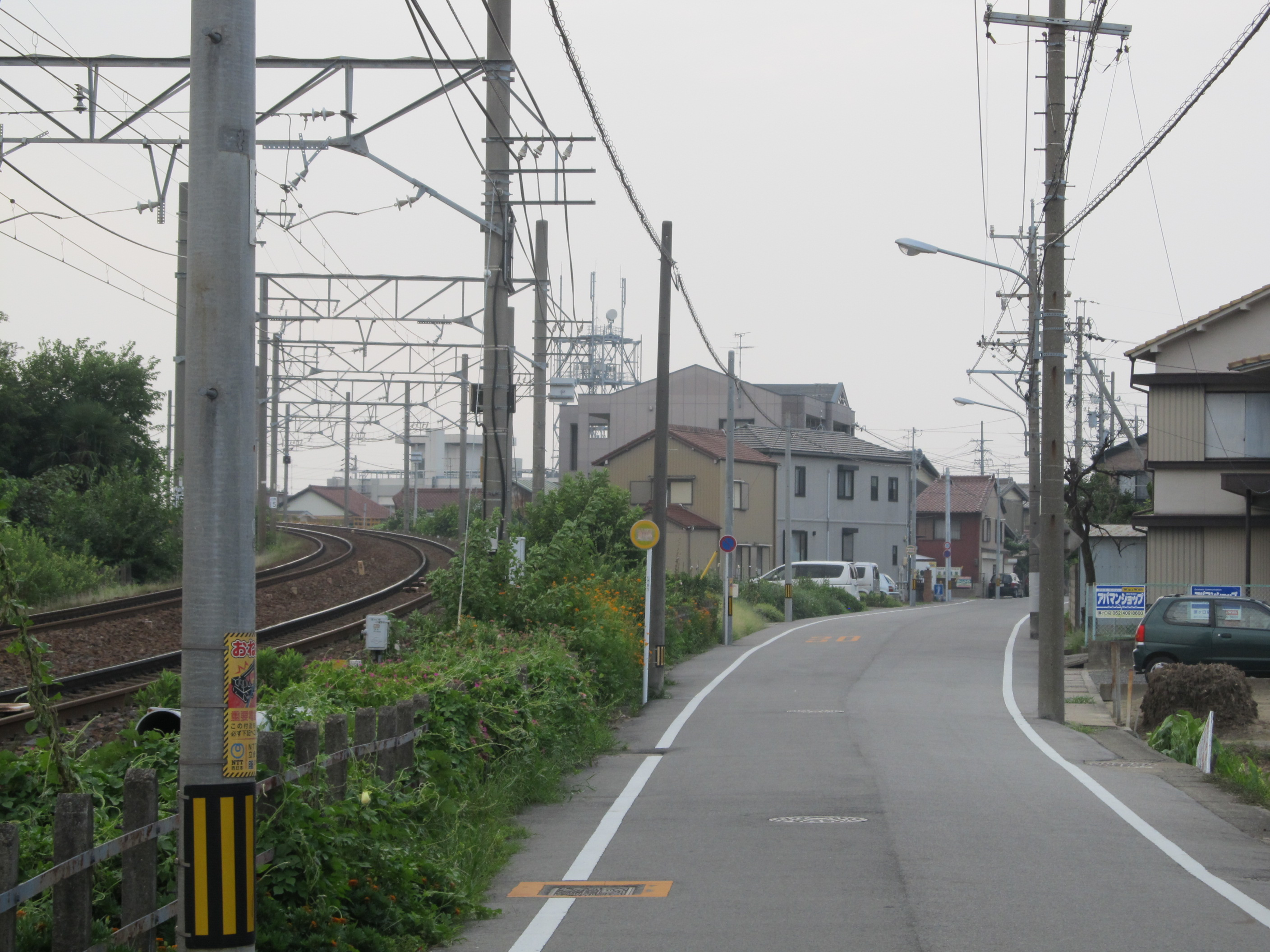
清洲線廢線遺址變為道路（左邊是名古屋本線）

## 車站列表
- 以下車站列表取自廢除前一刻（參考今尾 (2008)）
- 所有車站位於愛知縣西春日井郡清洲町（日语：清洲町）（現時：清須市）。

| 中文站名 | 日文站名 | 英文站名    | 站間距離 | 營業距離 | 接續路線               |
| -------- | -------- | ----------- | -------- | -------- | ---------------------- |
| 丸之內   | 丸ノ内   | Marunouchi  | -        | 0.0      | 名古屋鐵道：名古屋本線 |
| 試驗場前 | 試験場前 | Shikenjōmae | 0.5      | 0.5      |                        |
| 清洲町   | 清洲町   | Kiyosuchō   | 0.5      | 1.0      |                        |

## 注腳

## 外部連結
- 清洲線路線地圖 （页面存档备份，存于）（日語）